# Mangunharjo (Jatipurno)
Mangunharjo is een bestuurslaag in het regentschap Wonogiri van de provincie Midden-Java, Indonesië. Mangunharjo telt 3031 inwoners (volkstelling 2010).